# Alagoinha
Alagoinha es un municipio brasilero del estado de Pernambuco. Se localiza a una latitud 8°27′59″ sur y a una longitud 36º46'33" oeste, a 225,5 km de la capital del estado. Su población estimada en 2009 era de 14 913 habitantes.
El nombre Alagoinha proviene de la gran cantidad de pequeñas lagunas existentes en las tierras del municipio.
Administrativamente, Alagoinha es formada por los distritos: sede y Perpetuo Socorro y por los poblados: Alverne, Lage Gran, Campo del Magé, Salambaia, Genipapinho, Losa del Carrapicho, entre otros.

## Historia
En 1879 por la ley provincial n.º 1408, del 12 de mayo de 1879 y por la ley municipal n.º 1, del 25 de noviembre de 1892, fue creado el distrito de Alagoinhas, subordinado al municipio de Cimbres.
En los años 30, Alagoinha ya tenía una de las mayores ferias libres de la región. El comercio propició la formación de una élite local.

## Geografía
El municipio está incluido en el área geográfica de cobertura del semiárido brasilero, definida por el Ministerio de la Integración Nacional en 2005. Esta delimitación tiene como criterios el índice pluviométrico, el índice de aridez y el riesgo de sequía.

### Demografía
- Censo 2000: 12 535
- Conteo de la población 2007: 14 016
- Población urbana (2000): 54 %
- Población rural (2000): 46 %.
- Tasa de fertilidad (hijos por mujer en 2000): 3,2.

### Economía
- Producto interno bruto total (2006): R$ 35 431 000
- PIB per capta (2006): R$ 2602

### Indicadores sociales
- IDH 1991: 0,425 (inferior al de Angola que actualmente es de 0,439).
- IDH 2000: 0,630 (inferior al de Marruecos que actualmente es de 0,640).
- Renta per cápita : 92,26 (A precios de 2000)
- Coeficiente de Gini: 0,56
- Proporción de pobres : 62,81%
- Residencias con agua: 57%
- Residencias con residuos cloacales sanitario: 58,7%
- Residencias con recolección de residuos: 93%
- Tasa de mortalidad infantil: 18,2 p/mil.
- Expectativa de vida al nacer: 65,8 años.

### Vegetación y clima
- Vegetación: Caatinga, con bosques subcaducifólias. Vegetación de transición.
- Clima: Transición entre caliente y húmedo y semiárido caliente.
- Temperatura media anual: 21,6 °C*
- Período de lluvias: de enero a agosto.

### Relieve
El municipio está localizado en el Meseta de la Borborema, con relieves variables de altitudes entre 600 y 1000 metros. Los suelos poseen fertilidad de media a alta.
Se encuentra dentro de la cuenca hidrográfica del río Ipanema. Los principales tributários son los riachos: Fondo, Magé, Piauí, Liberal y Macambira, todos de régimen intermitente.